# Corsia ciclabile

Esempio di segnaletica orizzontale che identifica una corsia ciclabile

La corsia ciclabile è, secondo il codice della strada italiano, quella porzione longitudinale della carreggiata, destinata alla circolazione sulle strade dei velocipedi e che può essere impiegata per brevi tratti, anche da altri veicoli se le dimensioni della carreggiata non consentono la circolazione esclusivamente ciclabile.
Non va confusa con la pista ciclabile su corsia riservata, che è identificata da una segnaletica differente ed è ad uso esclusivo dei velocipedi. La definizione stradale di corsia ciclabile è stata introdotta dal decreto-legge n. 76 del 16 luglio 2020, convertito con modificazioni dalla legge n. 120 del 11 settembre 2020.

## Identificazione e segnaletica
Il codice della strada identifica due differenti tipi di corsie ciclabili:
- corsia ciclabile: è posta nelle carreggiate a senso unico, sulla destra, e consente la circolazione dei velocipedi nello stesso senso di marcia del resto del traffico veicolare.[3]
- corsia ciclabile per doppio senso ciclabile: è posta in una carreggiata urbana a senso unico, sulla sinistra, e consente la circolazione dei velocipedi nel senso di marcia opposto rispetto al resto del traffico veicolare.[4]

Le corsie ciclabili sono delimitate, diversamente dalle piste ciclabili, da singole strisce di colore bianco, che possono essere continue o discontinue e dal simbolo del velocipede, impresso in vernice spartitraffico.
Sebbene la legge non abbia specificato con quale frequenza debbano essere riproposti i simboli dei velocipedi sull'asfalto, è opportuno realizzarli appena dopo un attraversamento o comunque ogni 150 m.
Alle volte è importante tracciare, oltre alla striscia di sinistra, anche quella di destra poiché da questo lato potrebbe trovarsi una fila di stalli di sosta.
Non è corretto utilizzare i segnali verticali di pista ciclabile poiché, di fatto, la corsia ciclabile è distinta dalla pista ciclabile.

## Utilizzo
Le corsie ciclabili sono destinate all'uso prevalente dei velocipedi ma possono essere percorse, in caso di necessità, anche dal resto dei veicoli.
Ad esempio, un veicolo diverso dai velocipedi può impegnare la corsia ciclabile:
- se le dimensioni non consentono la circolazione dei soli velocipedi;
- per l'ingresso o l'uscita da un passo carrabile;
- per effettuare le manovre di parcheggio, se lo stallo si trova al di là della corsia ciclabile;
- per consentire ai mezzi di trasporto pubblico, l'accesso alle fermate;[5]

Per compiere queste operazioni, è comunque necessario dare la precedenza ai velocipedi in transito sulla corsia ciclabile. Sulle strade urbane ciclabili, i ciclisti hanno inoltre la precedenza sul resto dei veicoli quando viaggiano sulle corsie ciclabili.

## Vantaggi
Uno dei vantaggi dell'introduzione delle corsie ciclabili è la possibilità di realizzare, nelle strade urbane, un percorso ciclabile in direzione opposta rispetto al resto del traffico. In precedenza questo non era ammesso, con le piste ciclabili, a meno che non venissero realizzate in sede propria.
Un secondo vantaggio delle corsie ciclabili è quello di non avere limiti in termini di larghezza minima; se infatti le piste ciclabili su corsia riservata non possono avere dimensione inferiore a 1,5 metri, per le corsie ciclabili non è imposto alcun vincolo.

## Svantaggi e perplessità
L'introduzione delle nuove corsie ciclabili ha suscitato non poche perplessità circa la loro sicurezza e la loro efficacia.
In primo luogo, molte persone hanno ritenuto che tale introduzione sia stata adottata con troppa fretta, al fine di favorire la mobilità sostenibile durante la pandemia di COVID-19.
A suscitare perplessità è anche il fatto che le corsie ciclabili potrebbero talvolta risultare poco sicure, in quanto non completamente riservate ai velocipedi (come invece lo sono le piste ciclabili) e per questo si è arrivati a pensarle come delle "ciclabili di serie B".
Sempre in tema di pericolosità delle corsie ciclabili, bisogna notare che questi percorsi possono essere realizzati al fianco di una fila di parcheggi e ciò comporta alcuni rischi per i ciclisti, in particolare perché gli automobilisti devono necessariamente attraversare la corsia sia per raggiungere gli stalli che per rientrare in carreggiata.